# П'ясти
П'ясти (пол. Piastowie) — польська князівська (кін. IX ст. — 1025) і королівська династія (1025–1079 і 1295–1370) в Польському королівстві та королівстві Русі (1325—1378).
Легендарним засновником династії був селянин-колісник П'яст (за іншою версією — легендарний вождь польських полян П'яст (єврейська легенда).
За першого історично достовірного князя з династії П'ястів Мешка I почала формуватися Польська держава.
Першою достовірною особою з династії П'ястів був польський князь Земомисл (бл. 900—963). Його син князь Мешко I об'єднав під своєю владою більшість польських земель — Велику Польщу, Мазовію, Сілезію, Помор'я. За його князювання 966 було прийнято християнство. За правління Болеслава I Хороброго, сина Мешка I, закінчився процес «збирання» польських земель, було вжито заходів щодо посилення центральної влади. Це дало змогу Болеславу I Хороброму 1025 прийняти королівський титул, який успадкував його син Мешко II Ламберт. Однак їхнім нащадкам не вдалося зберегти за собою королівський титул. За їх правління розгорнулася жорстока боротьба між центральною владою та світською і церковною знаттю. Продовжувалися намагання утримати етнічні польські землі та приєднати нові володіння. Лише Болеславу II Сміливому та Пшемиславу II (1257—96; із 1290 — князь, із 1295 — король) на деякий час вдалося повернути титул польських королів, а згодом Владислав Локетек (1260—1333; із 1320 — король) остаточно закріпив його за собою та своїми спадкоємцями.
Найбільш відомими представниками цієї гілки роду були також Казимир I Відновник (1016—58; із 1039 — князь), Болеслав III Кривоустий, Болеслав IV Кучерявий (1125—73; із 1146 — князь), Мешко III Старий та Казимир III Великий.
Королівська гілка згасла 1370 зі смертю короля Польщі, Володаря і Спадкоємця Русі Казимира III Великого. Польський трон успадкував племінник Казимира III — угорський король Людовік (Лайош) Великий з Анжуйської династії (1326—82), син угорського короля Карла-Роберта (1288—1342) та польської принцеси Єлизавети (1305—80).

## Гілки
- Куявські П'ясти
- Сілезькі П'ясти
  - Верхньосілезькі П'ясти
  - Нижньосілезькі П'ясти

Малопольські
Великопольські
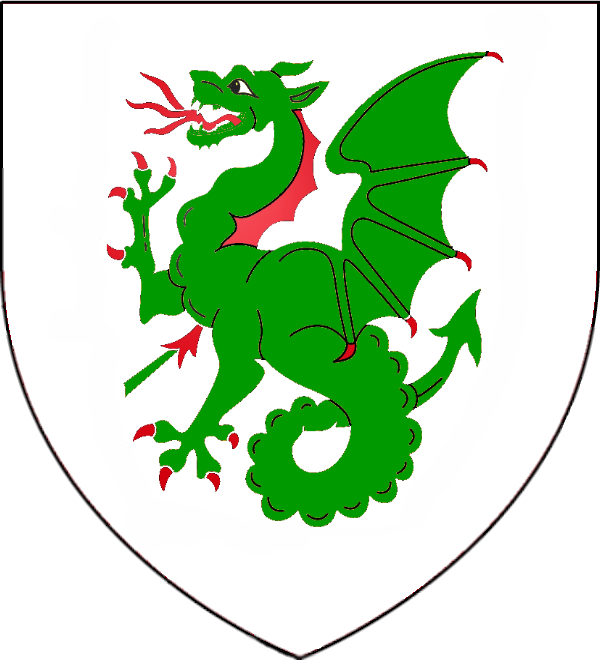
Мазовецькі
Нижньосілезькі
Верхньосілезькі
Куявські
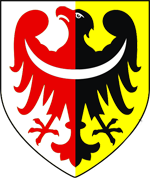
Свідницькі

## Гілка мазовецьких князів
Гілка мазовецьких князів походить від Земовіта I (1224—62), князя Черська і Мазовії. Він був правнуком польського князя Болеслава III Кривоустого та онуком князя Сандомира, Кракова, Куявії і Мазовії Казимира II Справедливого (1138—94). Онук Земовіта I — Тройден (бл. 1284—1341) — був одружений з донькою галицького короля Юрія Львовича — Марією (до 1293—1341). Їхній син — Болеслав (Юрій) Тройденович (див. Юрій Болеслав). Гілка мазовецьких князів згасла 1526 на нащадках князя Черська, Варшави, Віси і Цеханува Конрада III Рудого (бл. 1448—1503) — Станіславові (1501—24) та Януші III (бл. 1503—1526), які померли в молодому віці.

## Сілезія
Родоначальником силезьких П'ястів був один із синів Болеслава III Кривоустого — князь Кракова і Сілезії Владислав II Вигнанець (1105—59). Його нащадок — опольський князь Владислав II (бл. 1328—1401) — був намісником галицьким (див. Владислав Опольський). Численні відгалуження сілезьких П'ястів остаточно згасли до 1675.

## Династичні зв'язки
П'ясти підтримували династичні зв'язки з угорськими та чеськими королями, германськими імператорами, герцогами та курфюрстами Бранденбурґу, Мекленбурґу, Австрії, Саксонії та з іншими європейськими володарюючими домами, а також різними гілками Рюриковичів. Наприклад, Казимир I Відновник був одружений з Марією (Добронегою Володимирівною; р. н. невід. — п. 1087), дочкою київського князя Володимира Святославича; Болеслав II Сміливий — із Вишеславою (р. н. невід. — п. 1088), донькою київського князя Святослава Ярославича; Болеслав III Кривоустий — зі Сбиславою (р. н. невід. — п. бл. 1110), донькою київського князя Святополка Ізяславича; київський князь Ізяслав Ярославич був одружений із Гертрудою (р. н. невід. — п. 1108), донькою Мешка II Ламберта; київський князь Мстислав Ізяславич — з Аґнешкою (бл. 1137—1182), донькою Болеслава III Кривоустого.

## Найвідоміші представники
- Земовит
- Мешко I
- Болеслав I Хоробрий — прийняв у 1025 королівський титул
- Болеслав III Кривоустий
- Мешко II В'ялий
- Казимир I Відновитель
- Болеслав II Сміливий (Щедрий)
- Мешко III Старий
- Лешко I Білий
- Пшемисл II
- Владислав I Локетек
- Юрій-Болеслав II — король Руського королівства
- Владислав І Добжинський — король Руського королівства
- Казимир I — останній Король Польщі і Король Русі з цієї династії (п. 1370).

В удільних князівствах П'ясти правили — в Мазовії до 1526 р. і в Сілезії до 1625 р.

## Цікаві факти
Родовий некрополь династії П'ястів знаходиться у колегіумі Святої Сілезької Ядвіги, який примикає до замку у Бжезі. Цей некрополь вважається найбільшим в Європі. У ньому поховано щонайменше 43 ідентифікованих представників династії. У костьольній крипті знаходяться 22 мідні і олов'яні саркофаги, з яких 14 піддано консервації і перенесено до замкових підвалів.